# یاکوب بواشچیکوفسکی
یاکوب «کوبا» بلاژیکوفسکی (لهستانی: Jakub "Kuba" Błaszczykowski; تلفظ لهستانی: [ˈjakup ˈkuba ˌbwaʂtʂɨˈkɔfskʲi] ()) بازیکن سابق فوتبال اهل لهستان است .